# Sjevjerodonec'k
Sjevjerodonec'k (in ucraino Сіверськодонецьк?; in russo Северодонецк?, Severodoneck) è una città ucraina (99 067 abitanti) nel distretto di Sjevjerodonec'k, nell'oblast' di Luhans'k. Ospita l'amministrazione del Distretto di Sjevjerodonec'k e  della comunità territoriale di Sjevjerodonec'k, una delle comunità territoriali dell'Ucraina.
Fino al 18 luglio 2020 Sjevjerodonec'k costituiva una città di rilevanza regionale e fungeva da centro amministrativo del distretto di Sjevjerodonec'k, sebbene non appartenesse al distretto. Come parte della riforma amministrativa dell'Ucraina, che ridusse a otto il numero di distretti dell'oblast' di Luhans'k, la città fu integrata nel distretto di Sjevjerodonec'k.
Sjevjerodonec'k dal 25 giugno 2022 è de facto parte della Repubblica Popolare di Lugansk a sostegno della Russia; di conseguenza l’oblast' ucraina è priva di un capoluogo sia de iure sia de facto. Inoltre, è stata de facto capoluogo dal 2014 al 25 giugno 2022, con lo spostamento degli uffici dell'amministrazione regionale da Luhans'k.

## Geografia fisica

### Territorio
Sjevjerodonec'k è situata nella regione del Donbass, sulle sponde dei fiumi Severskij Donec e del suo affluente Borovoï, a 85 km a nord-ovest di Luhans'k e a 116 km a nord-est di Donec'k. Nel territorio cittadino sono compresi due laghi: Parkove e Čyste.

### Clima
Il clima è di tipo continentale temperato con estati calde e secche con basse precipitazioni; l'inverno è freddo con leggere precipitazioni a carattere nevoso e frequenti disgeli.

## Origini del nome
La denominazione di Sjevjerodonec'k deriva probabilmente dalla vicinanza al fiume Sivers'kyj Donec' sebbene possa essere anche un riferimento alla posizione della città a nord di Donec'k.

## Storia
La città sorse nel 1934 col nome di Lyschimstroj come città dormitorio per gli operai dell'impianto per la produzione di fertilizzante azotato nella periferia di Lysyčans'k. Nel 1935 furono aperti la prima scuola pubblica e diversi altri impianti di produzione.
Durante la seconda guerra mondiale fu occupata dalle truppe naziste l'11 luglio 1942 e liberata dall'Armata Rossa il 1º febbraio 1943. Nel dopoguerra gli impianti chimici vennero rapidamente ripristinati e le strutture prebelliche furono restaurate.
Nel 1950 viene ribattezzata con decreto della Verchovna Rada in Sjevjerodonec'k e riceve lo status di insediamento di tipo urbano e poi nel 1958 di città di rilevanza distrettuale. In questi anni la città si espanse, prevalentemente su spinta degli impianti chimici, con la costruzione di nuovi edifici residenziali e di servizi pubblici. Nel 1962 viene elevata al rango di città di rilevanza regionale.
Con la dichiarazione d'indipendenza della Repubblica Popolare di Lugansk nel 2014 la città è stata conquistata nel mese di maggio dai separatisti filorussi salvo poi essere riconquistata senza spargimenti di sangue dalla Guardia nazionale ucraina il 22 luglio successivo. Il 23 agosto in città è stato demolito un monumento dedicato a Lenin e nel mese di settembre vi sono stati spostati gli uffici dell'amministrazione dell'oblast' di Luhans'k.
Nel 2022 la Russia ha avviato l'invasione dell'Ucraina e dal 6 maggio, la città è stata teatro di una violentissima battaglia e gran parte della popolazione ha abbandonato le proprie case. Il 24 giugno le forze ucraine ricevono l'ordine di ritirarsi dalla città oramai ridotta in macerie e i soldati russi e filo-russi assumono il controllo del capoluogo della regione di Luhans'k il giorno dopo.

### Simboli
Lo stemma di Sjevjerodonec'k è costituito da uno scudo francese moderno, simbolo di prudenza e protezione, attraversato da tre strisce: rosso che simboleggia trionfo, grandezza, orgoglio e coraggio; blu per pace, gloria, onore, lealtà e sincerità; giallo, simbolo di prosperità e rispetto. Nella fascia rossa è inserita l'iscrizione recante il nome della città in lingua originale, in quella blu è presente il falco d'oro come simbolo di libertà, trionfo dello spirito ed immortalità, mentre il quella gialla è riportata la data di fondazione della città inframezzata da una boccetta con un liquido azzurro in movimento, a simboleggiare le due principali industrie della città: chimica e manifatturiera. Lo scudo è circondato e sovrastato da una corona di spighe di grano avvolta in un nastro rosso.
La bandiera cittadina si presenta come un rettangolo azzurro con una cornice dorata, ad imitazione della bandiera ucraina, e misura 1×1,4 metri. In alto a sinistra vi è lo stemma dell'Ucraina mentre poco sopra al centro vi è il falco d'oro, richiamato anche nello stemma, che si ispira al falco pellegrino; secondo un'interpretazione anche il tridente dello stemma nazionale sarebbe un falco stilizzato.

## Geografia antropica
La città comprende amministrativamente i villaggi di: Pavlograd, Synec'kyj, Lisova Dača, Vojevodivka e Ščedryščeve. Tra gli insediamenti subordinati vi sono gli insediamenti di tipo urbano Met'olkine, Syrotyne, Voronove, Borivs'ke e i villaggi Bobrove e Oskolonivka.

## Economia
L'economia della città si basa principalmente sull'industria chimica, legata in particolare alla presenza dell'azienda Azot.